# 哈茨山麓法尔肯施泰因
哈茨山麓法尔肯施泰因（德語：Falkenstein/Harz），简称法尔肯施泰因（德語：Falkenstein，發音：[ˈfalkn̩ˌʃtaɪn] ⓘ），是德国萨克森-安哈尔特州哈茨县的城市，总面积102.98平方千米，2023年12月31日总人口为5,104人。该市镇于2002年1月1日由城市埃姆斯莱本与市镇恩多夫、迈斯多夫、新普拉滕多夫、潘斯费尔德、赖恩施泰特和维瑟罗德合并而成，以法尔肯施泰因城堡命名。